# La Plaine-sur-Mer
La Plaine-sur-Mer település Franciaországban, Loire-Atlantique megyében. Lakosainak száma 4617 fő (2022. január 1.). La Plaine-sur-Mer Pornic, Préfailles és Saint-Michel-Chef-Chef községekkel határos.

## Népesség
A település népességének változása:
| Lakosok száma | 1635 | 2006 | 2104 | 3474 | 3977 | 4058 | 4266 | 4379 | 4448 | 4617 |
|               | 1968 | 1982 | 1990 | 2006 | 2013 | 2015 | 2017 | 2019 | 2020 | 2022 |